# Bikar karla 2016
La Bikar karla 2016, nota anche come Borgunarbikar per motivi di sponsorizzazione, è la 56ª edizione del torneo. È iniziata il 1º maggio 2016 con le prime partite dei turni di eliminazione.
La vincitrice del torneo, come ogni anno, ottiene il diritto di giocare il primo turno di Europa League. La squadra detentrice del torneo è il Valur, che se l'è aggiudicato l'anno precedente per la decima volta.

## Primo turno
| Squadra 1       | Risultato          | Squadra 2        |
| --------------- | ------------------ | ---------------- |
| 27 aprile 2016  |                    |                  |
| KH Reykjavík    | 8 - 0              | Snæfell          |
| 29 aprile 2016  |                    |                  |
| KFG             | 2 - 0              | Ægir             |
| 30 aprile 2016  |                    |                  |
| Vængir Júpíters | 1 - 0              | Mídas            |
| Ýmir            | 0 - 4              | Örninn           |
| Kría            | 2 - 0              | Hörður Í.        |
| Þróttur Vogum   | 2 - 1 (dts)        | Stál-úlfur       |
| Víðir Garði     | 1 - 0              | ÍH               |
| Hvíti riddarinn | 6 - 2              | Gnúpverjar       |
| GG              | 1 - 2              | KFS              |
| Leiknir F.      | 1 - 3              | Sindri Hofn      |
| Höttur          | 2 - 0              | Einherji         |
| Völsungur       | 1 - 0              | Nökkvi           |
| Dalvík/Reynir   | 0 - 2 (dts)        | Tindastóll       |
| Kóngarnir       | 0 - 2              | KFR              |
| Augnablik       | 2 - 0              | Árborg           |
| Kári            | 1 - 2              | Njarðvík         |
| Magni           | 15 - 0             | Hamrarnir/Vinir  |
| 1 maggio 2016   |                    |                  |
| Ísbjörninn      | 1 - 4              | KB               |
| Álftanes        | 0 - 1              | Reynir Sandgerði |
| Vatnaliljur     | 1 - 2 (dts)        | Hamar            |
| Léttir          | 3 - 0 (a tavolino) | Kjalnesinga      |
| 3 maggio 2016   |                    |                  |
| Berserkir       | 15 - 0             | Afríka           |

## Secondo turno
| Squadra 1       | Risultato   | Squadra 2        |
| --------------- | ----------- | ---------------- |
| 1 maggio 2016   |             |                  |
| Vestri          | 4 - 0       | KH Reykjavík     |
| 7 maggio 2016   |             |                  |
| KFG             | 9 - 1       | KFS              |
| 9 maggio 2016   |             |                  |
| Kría            | 5 - 2       | KB               |
| 10 maggio 2016  |             |                  |
| KFF Fjarðabyggð | 0 - 1       | Sindri Hofn      |
| Fram Reykjavík  | 1 - 0       | Afturelding      |
| Haukar          | 4 - 0       | KFR              |
| Hvíti riddarinn | 0 - 1       | HK Kópavogur     |
| Höttur          | 0 - 1       | Huginn           |
| KA Akureyri     | 2 - 1 (dts) | Tindastóll       |
| Leiknir         | 8 - 0       | Léttir           |
| Örninn          | 0 - 1       | Grindavík        |
| Skallagrímur    | 0 - 2       | Keflavík         |
| Þór             | 1 - 2       | Völsungur        |
| Þróttur Vogum   | 0 - 1       | Grótta           |
| Selfoss         | 2 - 1       | Njarðvík         |
| KV              | 4 - 2 (dcr) | ÍR Reykjavík     |
| 11 maggio 2016  |             |                  |
| Hamar           | 1 - 4       | Reynir Sandgerði |
| Vængir Júpíters | 3 - 5 (dcr) | Augnablik        |
| Víðir Garði     | 4 - 0       | Berserkir        |
| Magni           | 2 - 4 (dcr) | KF Fjallabyggðar |

## Terzo turno
| Squadra 1        | Risultato   | Squadra 2         |
| ---------------- | ----------- | ----------------- |
| 24 maggio 2016   |             |                   |
| Leiknir          | 3 - 2       | KFG               |
| Reynir Sandgerði | 1 - 2 (dts) | Vestri            |
| Grótta           | 6 - 1       | Augnablik         |
| Fram Reykjavík   | 2 - 0       | HK Kópavogur      |
| 25 maggio 2016   |             |                   |
| Grindavík        | 1 - 0       | KA Akureyri       |
| ÍBV Vestmannæyja | 2 - 0       | Huginn            |
| Víðir Garði      | 2 - 0 (dts) | Sindri Hofn       |
| Haukar           | 1 - 2       | Víkingur          |
| ÍA Akraness      | 1 - 0       | KV                |
| Keflavík         | 1 - 2       | Fylkir            |
| KR Reykjavík     | 1 - 2 (dts) | Selfoss           |
| Þróttur          | 3 - 1       | Völsungur         |
| Fjölnir          | 0 - 1       | Valur             |
| 26 maggio 2016   |             |                   |
| Kría             | 0 - 3       | Breiðablik        |
| FH Hafnarfjörður | 9 - 0       | KF Fjallabyggðar  |
| Stjarnan         | 7 - 6 (dcr) | Víkingur Ólafsvík |

## Ottavi di finale
| Squadra 1        | Risultato   | Squadra 2        |
| ---------------- | ----------- | ---------------- |
| 8 giugno 2016    |             |                  |
| Vestri           | 2 - 3       | Fram Reykjavík   |
| Þróttur          | 4 - 0       | Grótta           |
| Grindavík        | 0 - 2       | Fylkir           |
| FH Hafnarfjörður | 4 - 1       | Leiknir          |
| 9 giugno 2016    |             |                  |
| ÍA Akraness      | 1 - 2 (dts) | Breiðablik       |
| Selfoss          | 4 - 3       | Víðir Garði      |
| Víkingur         | 2 - 3 (dts) | Valur            |
| Stjarnan         | 0 - 2       | ÍBV Vestmannæyja |

## Quarti di finale
| Squadra 1      | Risultato | Squadra 2        |
| -------------- | --------- | ---------------- |
| 3 luglio 2016  |           |                  |
| Breiðablik     | 2 - 3     | ÍBV Vestmannæyja |
| Valur          | 5 - 0     | Fylkir           |
| 4 luglio 2016  |           |                  |
| Þróttur        | 0 - 3     | FH Hafnarfjörður |
| 5 luglio 2016  |           |                  |
| Fram Reykjavík | 0 - 2     | Selfoss          |

## Semifinali
| Squadra 1        | Risultato | Squadra 2        |
| ---------------- | --------- | ---------------- |
| 27 luglio 2016   |           |                  |
| Selfoss          | 1-2       | Valur            |
| 28 luglio 2016   |           |                  |
| ÍBV Vestmannæyja | 1-0       | FH Hafnarfjörður |

## Finale
| Squadra 1      | Risultato | Squadra 2        |
| -------------- | --------- | ---------------- |
| 13 agosto 2016 |           |                  |
| Valur          | 2-0       | ÍBV Vestmannæyja |